# William H. Doolittle

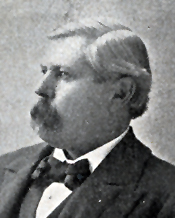
William H. Doolittle

William Hall Doolittle (* 6. November 1848 im Erie County, Pennsylvania; † 26. Februar 1914 in Tacoma, Washington) war ein US-amerikanischer Politiker. Zwischen 1893 und 1897 vertrat er den Bundesstaat Washington im US-Repräsentantenhaus.

## Werdegang
Im Jahr 1859 zog William Doolittle mit seinen Eltern in das Portage County in Wisconsin. Dort besuchte er die öffentlichen Schulen. Anfang 1865 wurde er noch für einige Monate Soldat im zu Ende gehenden Bürgerkrieg. Im Jahr 1867 setzte er seine Ausbildung in Pennsylvania fort. Nach einem Jurastudium und seiner im Jahr 1871 erfolgten Zulassung als Rechtsanwalt begann er ab 1872 in Tecumseh (Nebraska) in seinem neuen Beruf zu arbeiten.
Politisch wurde Doolittle Mitglied der Republikanischen Partei. Zwischen 1874 und 1876 war er Abgeordneter im Repräsentantenhaus von Nebraska. Danach war er von 1876 bis 1880 stellvertretender Bundesstaatsanwalt dieses Staates. Im Jahr 1880 zog er in das Washington-Territorium. Dort ließ er sich in Colfax nieder, um als Anwalt zu praktizieren. Im Jahr 1888 zog er nach Tacoma.
Bei den staatsweit abgehaltenen Kongresswahlen des Jahres 1892 wurde Doolittle für das damals neugeschaffene zweite Abgeordnetenmandat seines Staates in das US-Repräsentantenhaus in Washington, D.C. gewählt, wo er am 4. März 1893 seinen Sitz einnahm. Nach einer Wiederwahl im Jahr 1894 konnte er bis zum 3. März 1897 zwei Legislaturperioden im Kongress absolvieren. Bei den Wahlen des Jahres 1896 unterlag er dem Demokraten J. Hamilton Lewis. In den folgenden Jahren bis zu seinem Tod arbeitete William Doolittle wieder als Anwalt. Er wurde in Tacoma beigesetzt.